# Galeodidae
I Galeodidi (Galeodidae Sundevall, 1833) sono una famiglia di aracnidi dell'ordine Solifugae.
Sono presenti in Eurasia e in Africa.

## Classificazione
Comprende i seguenti generi:
- Galeodes Olivier, 1791 sinonimi: Galeodarus Roewer, 1934, Galeodellus Roewer, 1934, Galeodenna Roewer, 1934, Galeodessus Roewer, 1934, Galeodibus Roewer, 1934, Galeodila Roewer, 1934, Galeodora Roewer, 1934, Mesogaleodes Heymons, 1902 e Zerbina Karsch, 1880
- Galeodopsis Birula, 1903
- Galeodumus Roewer, 1960
- Gluviema Caporiacco, 1937
- Othoes Hirst, 1911
- Paragaleodes Kraepelin, 1899
- Paragaleodiscus Birula, 1941
- Roeweriscus Birula, 1937
- Zombis Simon, 1882